# Station Pont-Marcadet
Het Station Pont-Marcadet was een spoorwegstation op de spoorlijn Paris-Nord - Lille, en was de eerste halte na het Gare du Nord. Het station werd geopend in 1846, en sloot met de komst van de RER B en D in 1977.

## Hedendaagse situatie
Er bestaat nog steeds een bushalte met die naam, alwaar de lijnen 60 en 302 van de RATP stoppen. Typischerwijs ligt deze op de Rue Ordener, de rue Marcadet, die voorheen over de sporen doorliep tot aan de Rue Ricquet is op dat stuk in 1863 omgedoopt. De brug over de sporen van het Gare du Nord wordt nog wel als de pont Marcadet aangeduid.